# Mai Kuraki Single Collection 〜Chance for you〜
『Mai Kuraki Single Collection 〜Chance for you〜』（マイ・クラキ・シングル・コレクション・チャンスフォーユー）は、2019年12月25日にNORTHERN MUSICから発売された、倉木麻衣5枚目のベストアルバム。

## 概要
本作はデビュー20周年を記念して、1stシングル「Love, Day After Tomorrow」から最新シングル「きみと恋のままで終われない いつも夢のままじゃいられない/薔薇色の人生」までの両A面を含む全シングル63曲と、5thアルバム『FUSE OF LOVE』に収録された人気曲「chance for you」のオリジナルVer.と20周年記念バージョン、このベストのみのバージョンなどを含む、倉木にとって初の4枚組シングルコレクションとなる。
4枚組CD+2枚組DVD仕様の完全生産限定盤「Rainbow Edition」と、4枚組CD+ボーナスCD仕様の初回生産限定盤「Merci Edition」、通常盤の3形態でリリースされ、「Rainbow Edition」にはデビューからの全ミュージックビデオが収録される。「Merci Edition」はサンリオとのコラボレーション盤であり、表ジャケットには「ウィッシュミーメル」のキャラクターであるメルとマイマイがデザインされている。
収録される全ての楽曲が海外でのリマスタリングによる音源になっており、各ディスク毎にマスタリングのエンジニア陣が異なっている。

## チャート成績
『Mai Kuraki Single Collection 〜Chance for you〜』はオリコンチャートのデイリーアルバムランキングで3位、週間アルバムランキングで6位、週間合算アルバムランキングで7位、2019年12月度月間アルバムランキングで27位を獲得し、Billboard JAPANの「Hot Albums」で週間6位、「Top Albums Sales」で週間5位を獲得している。また、各種配信サービスでは、レコチョクの週間アルバムランキングで2位、music.jpの週間アルバムランキングで3位、ドワンゴジェイピーの週間アルバムランキングで7位を獲得している。

## 収録曲

### CD（全形態共通）

#### Disc 1
1. Love, Day After Tomorrow [4:03]
  - 作詞：倉木麻衣 / 作曲：大野愛果 / 編曲：Cybersound

1stシングル
2. Stay by my side [4:25]
  - 作詞：倉木麻衣 / 作曲：大野愛果 / 編曲：Cybersound

2ndシングル
3. Secret of my heart [4:25]
  - 作詞：倉木麻衣 / 作曲：大野愛果 / 編曲：Cybersound

3rdシングル
よみうりテレビ系アニメ『名探偵コナン』エンディングテーマ。
4. NEVER GONNA GIVE YOU UP [4:00]
  - 作詞：倉木麻衣・Michael Africk / 作曲・編曲：Michael Africk、Miguel Sá Pessoa、Perry Geyer

4thシングル
『MFTV』テーマソング。
5. Simply Wonderful [3:53]
  - 作詞：倉木麻衣 / 作曲：大野愛果 / 編曲：Cybersound

5thシングル。本作では「Radio Edit」での音源で収録。
6. Reach for the sky [4:47]
  - 作詞：倉木麻衣 / 作曲：大野愛果 / 編曲：Cybersound

6thシングル
NHK朝の連続テレビ小説『オードリー』テーマソング。
7. 冷たい海 [4:39]
  - 作詞：倉木麻衣 / 作曲：大野愛果 / 編曲：Cybersound

7thシングル「冷たい海/Start in my life」1曲目。
8. Start in my life [5:09]
  - 作詞：倉木麻衣 / 作曲：大野愛果 / 編曲：Cybersound

7thシングル「冷たい海/Start in my life」2曲目。
よみうりテレビ系アニメ『名探偵コナン』エンディングテーマ。
9. Stand Up [4:38]
  - 作詞：倉木麻衣 / 作曲・編曲：徳永暁人

8thシングル
コカ・コーラ『爽健美茶 Natural Breeze 2001 happy life』CMソング。
10. always [4:06]
  - 作詞：倉木麻衣 / 作曲：大野愛果 / 編曲：Cybersound

9thシングル
よみうりテレビ系アニメ『名探偵コナン』エンディングテーマ。
映画『名探偵コナン 天国へのカウントダウン』主題歌。
11. Can't forget your love [5:26]
  - 作詞：倉木麻衣 / 作曲：大野愛果 / 編曲：Cybersound、徳永暁人

10thシングル「Can't forget your love/PERFECT CRIME」1曲目。
12. PERFECT CRIME [5:41]
  - 作詞：倉木麻衣 / 作曲：徳永暁人 / 編曲：池田大介、徳永暁人

10thシングル「Can't forget your love/PERFECT CRIME」2曲目。シングルバージョンはアルバム初収録。
13. Winter Bells [4:37]
  - 作詞：倉木麻衣 / 作曲・編曲：徳永暁人

11thシングル
よみうりテレビ系アニメ『名探偵コナン』オープニングテーマ。
14. Feel fine! [4:49]
  - 作詞：倉木麻衣 / 作曲・編曲：徳永暁人

12thシングル
資生堂『シーブリーズ』CMソング。
15. Like a star in the night [5:35]
  - 作詞：倉木麻衣 / 作曲：大野愛果 / 編曲：徳永暁人 (ストリングスアレンジ：池田大介)

13thシングル
テレビ朝日系『ダーク・エンジェル』テーマソング。
16. Make my day [3:55]
  - 作詞：倉木麻衣 / 作曲・編曲：徳永暁人

14thシングル、シングルバージョンはアルバム初収録。
フジテレビ系『感動ファクトリー・すぽると!』イメージソング。

#### Disc 2
1. Time after time〜花舞う街で〜 [4:02]
  - 作詞：倉木麻衣 / 作曲：大野愛果 / 編曲：池田大介、Cybersound

15thシングル。本作では、シングルバージョンで収録。
映画『名探偵コナン 迷宮の十字路』主題歌。
2. Kiss [4:35]
  - 作詞：倉木麻衣 / 作曲: YOKO Black. Stone / 編曲：Cybersound

16thシングル
資生堂「シーブリーズ」CMソング。
3. 風のららら [4:22]
  - 作詞：倉木麻衣 / 作曲：春畑道哉 / 編曲：Cybersound

17thシングル
よみうりテレビ系アニメ『名探偵コナン』オープニングテーマ。
4. 明日へ架ける橋 [3:59]
  - 作詞：倉木麻衣 / 作曲：徳永暁人 / 編曲：池田大介、徳永暁人

18thシングル
NHK夜の連続ドラマ『ドリーム〜90日で1億円〜』『もっと恋セヨ乙女』『火消し屋小町』主題歌。
5. Love,needing [3:17]
  - 作詞：倉木麻衣 / 作曲：大野愛果 / 編曲：麻井寛史

19thシングル
6. ダンシング [3:46]
  - 作詞：倉木麻衣 / 作曲・編曲：徳永暁人

20thシングル
Jリーグ徳島ヴォルティス公式テーマ曲。
ドワンゴ「いろメロ呼び出し中の音」CMソング。
7. P.S MY SUNSHINE [3:50]
  - 作詞：倉木麻衣 / 作曲・編曲：岡本仁志

21stシングル
フジテレビ『めざましどようび』テーマソング (2006年4月 - 6月まで使用)。
8. Growing of my heart [4:25]
  - 作詞：倉木麻衣 / 作曲：大野愛果 / 編曲：葉山たけし

22ndシングル。シングルバージョンは、アルバム初収録。
よみうりテレビ系アニメ『名探偵コナン』オープニングテーマ。
9. ベスト オブ ヒーロー [4:13]
  - 作詞：倉木麻衣 / 作曲・編曲：徳永暁人

23rdシングル。シングルバージョンは、アルバム初収録。
TBS系ドラマ『ガチバカ!』主題歌。
『dwango.jp』TVCMタイアップソング。
10. Diamond Wave [4:55]
  - 作詞：倉木麻衣 / 作曲・編曲：徳永暁人

24thシングル
日本テレビ『スポーツうるぐす』テーマソング。
11. 白い雪 [4:47]
  - 作詞：倉木麻衣 / 作曲：大野愛果 / 編曲：池田大介

25thシングル
よみうりテレビ系アニメ『名探偵コナン』エンディングテーマ。
12. Season of love [4:47]
  - 作詞：倉木麻衣 / 作曲：大野愛果 / 編曲：Cybersound

26thシングル
テレビ朝日系列木曜ミステリー『新・京都迷宮案内』の主題歌。
13. Silent love〜open my heart〜 [4:23]
  - 作詞：倉木麻衣 / 作曲・編曲：Daisuke "DAIS" Miyachi & Yuichi Ohno

27thシングル「Silent love〜open my heart〜/BE WITH U」1曲目。
PC向けオンラインRPG『リネージュII』イメージソング。
14. BE WITH U [4:55]
  - 作詞：倉木麻衣 / 作曲：徳永暁人 / 編曲：Cybersound

27thシングル「Silent love〜open my heart〜/BE WITH U」2曲目。
15. 夢が咲く春 [3:55]
  - 作詞：倉木麻衣 / 作曲・編曲：徳永暁人

28thシングル「夢が咲く春/You and Music and Dream」1曲目。
日本テレビ『THE 4400 SEASON1 未知からの生還者』テーマソング。
16. You and Music and Dream [4:05]
  - 作詞：倉木麻衣 / 作曲：大野愛果 / 編曲：Cybersound

28thシングル「夢が咲く春/You and Music and Dream」2曲目。シングルバージョンは、アルバム初収録。
TBS系列『地球創世ミステリー マザー・プラネット奇跡の島・ガラパゴス“命”の遺産』イメージソング。

#### Disc 3
1. 一秒ごとに Love for you [3:57]
  - 作詞：倉木麻衣 / 作曲：大野愛果 / 編曲：Cybersound

29thシングル
よみうりテレビ系アニメ『名探偵コナン』オープニングテーマ。
2. 24 Xmas time [4:14]
  - 作詞：倉木麻衣 / 作曲：All The Rage / 編曲：All The Rage・JJ・Carlos H

30thシングル
TBS系バラエティ『恋するハニカミ!』11月度エンディングテーマ
music.jp CMソング。
『台場メモリアルツリー』イメージソング。
青森テレビ『おしゃべりハウス』12月度エンディングテーマ。
3. PUZZLE [3:58]
  - 作詞：倉木麻衣 / 作曲：望月由絵、平賀貴大 / 編曲：小澤正澄

31stシングル「PUZZLE/Revive」1曲目。
映画『名探偵コナン 漆黒の追跡者』主題歌。
4. Revive [4:40]
  - 作詞：倉木麻衣 / 作曲：大野愛果 / 編曲：Miguel Sá Pessoa

31stシングル「PUZZLE/Revive」2曲目。
よみうりテレビ系アニメ『名探偵コナン』オープニングテーマ。
5. Beautiful [4:32]
  - 作詞：倉木麻衣 / 作曲：Song Yang Ha / 編曲：池田大介

32ndシングル
日本テレビ系『スッキリ!!』2009年6月度テーマソング。
KOSE COSMEPORT「サロンスタイル」CMソング。
6. 永遠より ながく [3:45]
  - 作詞：倉木麻衣 / 作曲：財津和夫 / 編曲：佐々木誠・原川健

33rdシングル「永遠より ながく/Drive me crazy」1曲目。アルバム初収録。
KOSE『エスプリーク プレシャス』CMソング。
7. Drive me crazy [3:58]
  - 作詞：倉木麻衣 / 作曲・編曲：Silver Stream

33rdシングル「永遠より ながく/Drive me crazy」2曲目。
日本テレビ『HEROES シーズン3』テーマソング。
8. chance for you 〜cinema ver.〜 [3:40]
  - 作詞：倉木麻衣 / 作曲：大野愛果 / 編曲：麻井寛史

配信限定シングル。オリジナル・バージョンは5thアルバム『FUSE OF LOVE』に収録。
9. SUMMER TIME GONE [4:16]
  - 作詞：倉木麻衣 / 作曲：大野愛果 / 編曲：葉山たけし

34thシングル
KOSE『エスプリーク プレシャス』CMソング。
読売テレビ・日本テレビ系アニメ『名探偵コナン』オープニングテーマ。
千葉テレビ系『MUSIC FOCUS』8月度エンディングテーマ。
10. 1000万回のキス [5:02]
  - 作詞：倉木麻衣 / 作曲：大野愛果 / 編曲：葉山たけし

35thシングル
KOSE 『エスプリーク プレシャス』CMソング。
11. あなたがいるから [3:03]
  - 作詞：倉木麻衣、望月由絵 / 作曲：望月由絵 / 編曲：小野塚晃

配信限定シングル
12. もう一度 [3:52]
  - 作詞：倉木麻衣 / 作曲・編曲：田尻尋一

36thシングル
東海テレビ放送ドラマ『霧に棲む悪魔』主題歌。
13. Your Best Friend [5:51]
  - 作詞：倉木麻衣、GIORGIO 13 / 作曲・編曲：GIORGIO CANCEMI

37thシングル
よみうりテレビ系アニメ『名探偵コナン』エンディングテーマ。
14. Strong Heart [4:19]
  - 作詞：倉木麻衣、GIORGIO 13 / 作曲・編曲：GIORGIO CANCEMI

1stDVDシングル
関西テレビ・フジテレビ系ドラマ『HUNTER〜その女たち、賞金稼ぎ〜』主題歌。
15. 恋に恋して [4:09]
  - 作詞：倉木麻衣、GIORGIO 13 / 作曲：GIORGIO CANCEMI / 編曲：Cybersound

38thシングル「恋に恋して/Special morning day to you」1曲目。
よみうりテレビ系アニメ『名探偵コナン』エンディングテーマ。
16. Special morning day to you [4:34]
  - 作詞：倉木麻衣 / 作曲・編曲：徳永暁人

38thシングル「恋に恋して/Special morning day to you」2曲目。
「ICEFIELD」CMソング。

#### Disc 4
1. 儚さ [6:32]
  - 作詞：倉木麻衣 / 作曲・編曲：藤原いくろう

ミュージックビデオDVD「Mai Kuraki Symphonic Collection in Moscow」収録曲。
映画『画皮 あやかしの恋』日本語主題歌。
2. TRY AGAIN [4:25]
  - 作詞：倉木麻衣 / 作曲：徳永暁人 / 編曲：Cybersound

39thシングル
よみうりテレビ系アニメ『名探偵コナン』オープニングテーマ。
3. Wake me up [4:21]
  - 作詞：倉木麻衣 / 作曲・編曲：徳永暁人

2ndDVDシングル
映画『魔女の宅急便』主題歌。
4. 無敵なハート [3:24]
  - 作詞：倉木麻衣 / 作曲：平賀貴大、望月由絵 / 編曲：佐藤俊、田尻尋一

40thシングル「無敵なハート/STAND BY YOU」1曲目。
よみうりテレビ系アニメ『名探偵コナン』エンディングテーマ。
5. STAND BY YOU [5:22]
  - 作詞：倉木麻衣 / 作曲・編曲：徳永暁人

40thシングル「無敵なハート/STAND BY YOU」2曲目。
BS日テレ『倉木麻衣 カンボジアの詩 〜それが夢のはじまりになる〜』（2014年9月20日放送）テーマソング。
6. Serendipity [4:17]
  - 作詞：倉木麻衣 / 作曲・編曲：徳永暁人

配信限定シングル
JR西日本「山陽新幹線全線開業40周年記念 関西ブランディングプロモーション『あしたセレンディピティ』」CMソング。
7. SAWAGE☆LIFE [3:20]
  - 作詞：倉木麻衣 / 作曲：Alaina Beaton、Bobby Huff

配信限定シングル
読売テレビ系『名探偵コナン』エンディングテーマ。
8. YESTERDAY LOVE [4:55]
  - 作詞：倉木麻衣 / 作曲：久保田敬也、長戸大幸 / 編曲：鶴澤夢人、長戸大幸

VRシングル
読売テレビ系『名探偵コナン』エンディングテーマ。
9. 渡月橋 〜君 想ふ〜 [4:06]
  - 作詞：倉木麻衣 / 作曲・編曲：徳永暁人

41stシングル
映画『名探偵コナン から紅の恋歌』主題歌。
 読売テレビ・日本テレビ系アニメ『名探偵コナン』エンディングテーマ。
10. WE ARE HAPPY WOMEN [4:08]
  - 作詞：倉木麻衣 / 作曲：大野愛果 / 編曲：徳永暁人

配信限定シングル
11. Do it! [3:51]
  - 作詞：倉木麻衣 / 作曲・編曲：徳永暁人

配信限定シングル
『名古屋ウィメンズマラソン 2018』公式応援ソング。
12. Light Up My Life [4:24]
  - 作詞：倉木麻衣 / 作曲：shilo / 編曲：三谷秀甫

配信限定シングル
PlayStation 4・Nintendo Switch用シミュレーションロールプレイングゲーム『戦場のヴァルキュリア4』主題歌。
13. 今宵は夢を見させて [4:02]
  - 作詞：倉木麻衣 / 作曲：サイレンジ! / 編曲：久下真音

配信限定シングル
NHK総合アニメ『つくもがみ貸します』エンディングテーマ。
14. きみと恋のままで終われない いつも夢のままじゃいられない [4:33]
  - 作詞：倉木麻衣 / 作曲・編曲：中村泰輔

42ndシングル「きみと恋のままで終われない いつも夢のままじゃいられない/薔薇色の人生」1曲目。
読売テレビ・日本テレビ系アニメ『名探偵コナン』エンディングテーマ。
 読売テレビ・日本テレビ系全国ネット『名探偵コナン』2週連続1時間スペシャル「紅の修学旅行」主題歌。
15. 薔薇色の人生 [3:42]
  - 作詞：倉木麻衣 / 作曲・編曲：徳永暁人

42ndシングル「きみと恋のままで終われない いつも夢のままじゃいられない/薔薇色の人生」2曲目。
読売テレビ・日本テレビ系アニメ『名探偵コナン』オープニングテーマ。
 読売テレビ・日本テレビ系全国ネット『名探偵コナン』2週連続1時間スペシャル「紅の修学旅行」オープニングテーマ。
16. chance for you 〜20th anniversary ver.〜 [3:20]
「4CD」(通常盤) のみに収録のボーナストラック。

### Rainbow Edition
※ Disc 1〜4のトラック63曲は通常盤と同一。

#### Disc 4 (CD)
Bonus Track
1. chance for you
5thアルバム「FUSE OF LOVE」収録のオリジナルバージョン。

#### Disc 1 (DVD)
☆は、今作でMV初パッケージ化。
1. Love, Day After Tomorrow
ビデオクリップ集「FIRST CUT」収録曲
2. Stay by my side
ビデオクリップ集「FIRST CUT」収録曲
3. Secret of my heart
ビデオクリップ集「FIRST CUT」収録曲
4. NEVER GONNA GIVE YOU UP
ビデオクリップ集「FIRST CUT」収録曲
5. Simply Wonderful
ビデオクリップ集「FIRST CUT」収録曲
6. Reach for the sky
ビデオクリップ集「My Reflection」収録曲
7. 冷たい海
ビデオクリップ集「My Reflection」収録曲
8. Stand Up
ビデオクリップ集「My Reflection」収録曲
9. always
ビデオクリップ集「My Reflection」収録曲
10. Can't forget your love (LIVE ver) ☆
11. Winter Bells
ビデオクリップ集「My Reflection」収録曲
12. Feel fine!
ビデオクリップ集「My Reflection」収録曲
13. Like a star in the night
ビデオクリップ集「My Reflection」収録曲
14. Make my day
ビデオクリップ集「My Reflection」収録曲
15. Time after time〜花舞う街で〜
ビデオクリップ集「My Reflection」収録曲
16. Kiss ☆
ビデオクリップ集「My Reflection」には、2番のサビからラストまでのが収録されていたが、今回は完全公開当時のフル尺で収録。
17. 風のららら
ビデオクリップ集「My Reflection」収録曲
18. 明日へ架ける橋 ☆
19. Love,needing ☆
20. ダンシング ☆
21. P.S ♡ MY SUNSHINE ☆
22. Growing of my heart ☆
23. ベスト オブ ヒーロー ☆
24. Diamond Wave
25. 白い雪 ☆

#### Disc 2 (DVD)
☆は、今作でMV初パッケージ化。
1. Season of love ☆
2. Silent love〜open my heart〜 ☆
3. 夢が咲く春 ☆
4. 一秒ごとに Love for you
5. 24 Xmas time
6. PUZZLE ☆
7. Revive
8. Beautiful
9. 永遠より ながく
10. Drive me crazy ☆
11. SUMMER TIME GONE☆
12. 1000万回のキス
13. もう一度
14. Your Best Friend
15. 恋に恋して
16. 儚さ
17. TRY AGAIN
18. Wake me up
19. 無敵なハート
20. STAND BY YOU
21. Serendipity ☆
22. YESTERDAY LOVE
23. 渡月橋 〜君 想ふ〜
24. 今宵は夢を見させて
25. きみと恋のままで終われない いつも夢のままじゃいられない
26. 薔薇色の人生

### Merci Edition
※ Disc 1〜4のトラック63曲は通常盤と同一。

#### BONUS CD (Disc 5)
1. chance for you 〜Merci ver.〜
  - メル（声：東山奈央）とのデュエットバージョン。